# Sarang Burung
Sarang Burung is een bestuurslaag in het regentschap Muaro Jambi van de provincie Jambi, Indonesië. Sarang Burung telt 2422 inwoners (volkstelling 2010).